# Institutul de Iudaistică și Istorie Evreiască „Dr. Moshe Carmilly”
Institutul de Iudaistică și Istorie Evreiască „Dr. Moshe Carmilly” a fost înființat în anul 1991, ca parte a Facultății de Istorie și Filosofie a Universității Babeș-Bolyai din Cluj-Napoca și funcționează în cadrul departamentului de Istorie Medievală și Istoriografie. În momentul înființării sale, după căderea comunismului, institutul era singurul centru academic din România dedicat exclusiv studiilor iudaice. Personalul institutului studiază istoria evreilor din România, cu precădere a celor din Transilvania, și ține cursuri de învățare a limbii ebraice, istoria evreilor, culturii, civilizației și filosofiei iudaice.
Institutul își are sediul în fosta sinagogă Șas Hevra, împreună cu Muzeul Documentar al Holocaustului din Nordul Transilvaniei.

## Istoric
Între anii 1991 și 1999, programul didactic a avut un caracter facultativ, iar curicula cuprindea cursuri de limba ebraică modernă, istoria evreilor, cultură și civilizație evreiască, artă și arhitectură evreiască, filosofie evreiască, arheologie biblică, literatură evreiască. Cursurile erau susținute de profesori ai Universității Babeș-Bolyai, cât și de profesori invitați de la alte universități.
În anul 1998, departamentul de Istorie Medievală și Istoriografie al Facultății de Istorie și Filosofie din cadrul Universității Babeș-Bolyai obține acreditarea de la Ministerul Educației Naționale pentru introducerea unor programe universitare de formare în studii iudaice la nivel de masterat și doctorat. Din anul 1999 sunt oferite cursuri la nivel de licență cu specializarea „Limba ebraică și studii iudaice”, iar din 2002 cu specializarea „Istorie - studii iudaice”.
Începând cu anul 2009, în conformitate cu Procesul Bologna, specializarea „Istorie - Studii Iudaice” s-a transformat în „Studii Culturale - Studii Iudaice”. Între anii 2009 - 2012, specializarea „Studii Culturale - Studii Iudaice” este mutată de la Facultatea de Istorie și Filosofie la Facultatea de Studii Europene. Programul de studii iudaice al institutului a fost continuat la Facultatea de Litere, la Facultatea de Filosofie și la facultățile de teologie din cadrul Universității Babeș-Bolyai. Specializarea „Studii Culturale - Studii Iudaice” este reintrodusă ca program academic la nivel de masterat în cadrul Facultății de Istorie și Filosofie începând cu anul 2013.

## Activitate
Direcția de cercetare urmată de programul institutului vizează descoperirea, inventarierea, microfilmarea și cercetarea tuturor documentelor de arhivă referitoare la evreii din România precum și a cărților evreiești în ebraică, idiș, română, germană, latină sau maghiară existente în arhivele și bibliotecile din România. Până la ora actuală câteva zeci de mii de documente de acest gen au fost prelucrate la arhivele statului din Satu-Mare, Oradea, Arad, Târgu Mureș, Cluj-Napoca, Miercurea Ciuc, Iași, Suceava, Botoșani, Bacău, etc. De asemenea, s-au făcut studii a peste 200 de cimitire evreiești din Transilvania și Moldova.

### Cooperare internațională
Institutul cooperează în plan academic cu universități din Israel, Statele Unite ale Americii, Franța, Germania, Ungaria, Austria, Olanda. În urma unor parteneriate încheiate între Universitatea Babeș-Bolyai și Ambasada Statului Israel în România, au fost trimiși la Cluj-Napoca lectori de limbă ebraică din Israel, finanțați în primii ani de către ambasada israeliană, iar după aceea, aceștia au fost finanțați integral de către Universitatea Babeș-Bolyai. Alături de personalul din Israel, având la bază schimburi inter-universitare internaționale, au venit și alți profesori din domeniul studiilor iudaice la Cluj-Napoca, de la Universitatea Ebraică din Ierusalim, de la Universitatea din Tel Aviv, de la Universitatea din Pittsburgh, de la Universitatea din Viena și din alte centre academice prestigioase.

## Biblioteca
Biblioteca de Studii Iudaice s-a constituit în octombrie 1999 ca filială specială a Bibliotecii Centrale Universitare "Lucian Blaga" din Cluj-Napoca. Fondul bibliotecii provine din donații, achiziții, abonamente, schimb internațional și acoperă următoarele domenii de interes: istorie evreiască antică și medievală, istorie evreiască modernă și contemporană, istoria evreilor din diaspora, istoria evreilor din România, holocaust, antisemitism, politică, sionism, religie, iudaism, cultură și civilizație, filosofie, literatură, artă, biografii, memorii, corespondență, publicistică, bibliografii, materiale de referință. Publicațiile sunt în limba engleză, română, maghiară, germană, franceză, ebraică, idiș și sunt aranjate pe domenii, cu acces liber la raft. Colecțiile bibliotecii cuprind 4000 de cărți, 300 volume de periodice, 400 de extrase (documente audio-vizuale, albume, planșe, mape cu materiale și hărți despre holocaust și Israel). Catalogul online al bibliotecii îl puteți consulta aici, precum și off-line într-o bază de date proprie a Bibliotecii de Studii Iudaice.